# Булигін Максим Віталійович
Були́гін Ма́ксим (Во́льф) Віта́лійович (11 листопада 1994 — 10 червня 2024) — солдат Збройних Сил України, учасник російсько-української війни.

## Життєпис
Народився у Житомирі, був єдиною дитиною в родині. Ходив у єврейський дитячий садочок, згодом, закінчивши хабадський ліцей «Ор Авнер» (де 25 років праювала вчителькою його бабуся ), вступив до ПТУ №18, де здобув професію «Кухар-пекар». Був старанним учнем, співав у хорі, знайшов захоплення на багато років – шахи (ін.дж. нарди). З дитинства був активним членом єврейської громади Житомира. З 2019-го по 2021 рік  проходив строкову службу в армії України, служив стрільцем. Після демобілізації влаштувався працювати на «Нову пошту», спершу вантажником, згодом став сканувальником.
24 лютого 2022 року, на початку повномасштабного вторгнення, Макс отримав повістку і одразу ж став на захист рідної України. Воював у складі різних формувань. Незадовго до загибелі був у лавах 117-ої окремої механізованої бригади. Усі 2,5 роки прослужив на сході – Бахмут, Авдіївка, Зайцево і далі. Декілька разів майже загинув. У 2024 році Максима перевели в інший батальйон, запропонували стати оператором БПЛА, він освоїв цю спеціальність, та коли пішов на перше бойове завдання, вже не повернувся. Оператор БПЛА Максим-Вольф Булигін героїчно загинув 10 червня 2024 року під час виконання бойового завдання щодо захисту України від російських агресорів в селі Роботине Запорізької області, коли на його позицію окупанти скинули вибухівку. За рік до загибелі в Максима з’явилась кохана, вони призначили весілля на кінець червня, захисник погодив відпустку, але за два тижні до омріяного дня загинув.
20 червня про загибель Максима Булигіна, на своїй сторінці в мережі Facebook, написав головний рабин Києва і України Моше Асман . Тим же указом Президента № 787, й таку саму нагороду, (посмертно) отримав син самого рабина Моше Асмана — Самборський Матітьягу.

## Спочинок
25 червня 2024 року після традиційної юдейської церемонії прощання біля синагоги у Житомирі, яку провів рав Шломо Вільгельм Максима Булигіна поховали на Смолянському міському військовому кладовищі.

## Нагороди
За особисту мужність, виявлену у захисті державного суверенітету та територіальної цілісності України, самовіддане виконання військового обов'язку, відзначений — нагороджений Указом Президента України від 27 листопада 2024 року № 787, орденом «За мужність» ІІІ ступеню (посмертно).